# نيت موني
نيت موني (بالإنجليزية: Nate Mooney)‏ هو ممثل أمريكي، ولد في 1971 في الولايات المتحدة.

## أعمال

### أفلام
- (2005) إليزابيث تاون
- (2006) شبكة شارلوت[1]
- (2009) بوش
- (2012) من أجل المال[2]

### مسلسلات
- اختلال ضال
- تشريح غراي
- عقول إجرامية
- هاوس
- ويدز

## وصلات خارجية
- نيت موني على موقع IMDb (الإنجليزية)
- نيت موني على موقع ألو سيني (الفرنسية)
- نيت موني على موقع أول موفي (الإنجليزية)
- نيت موني على موقع قاعدة بيانات الفيلم (الإنجليزية)
- نيت موني على موقع كينوبويسك (الروسية)